# Вальтер Крюгер (генерал США)
Не варто плутати з німецьким генералом танкових військ Вальтером Крюгером та обергрупенфюрером СС Вальтером Крюгером
Вальтер Крюгер (англ. Walter Krueger; 26 січня 1881, Флатов — 20 серпня 1967, Веллі-Фордж, округ Честер) — американський воєначальник німецького походження, генерал армії США (1945). Учасник Другої світової війни, командувач 3-ї та 6-ї американськими арміями за часів Другої світової війни. Перший з вищих офіцерів, що пройшов шлях від рядового до повного генерала американської армії.
Народившись у Флатові у Німецькій імперії, Крюгер хлопчиком емігрував до США. 1898 році добровольцем пішов на військову службу, брав участь в іспансько-американській війну і служив на Кубі, а потім повторно був покликаний на службу й взяв участь у філіппінсько-американській війні. З 1901 року офіцер американської армії, у 1916 році служив уздовж мексиканського кордону під час Мексиканської експедиції. Після вступу США у Першу світову війну був помічником начальника штабу, а потім начальником штабу 84-ї піхотної дивізії, яка билася на Західному фронті у Франції. В жовтні 1918 року — начальник штабу танкового корпусу.
У міжвоєнний час Крюгер служив на низці командно-штабних посад, навчався у вищих воєнних закладах. У 1941 році призначений командувачем 3-ї армії, яку він очолював у Луїзіанських маневрах. У 1943 році його направили на Південно-західний тихоокеанський театр війни у розпорядження генерала Дугласа Макартура на посаду командувача 6-ї армії, яку він очолював до кінця війни й успішно провів серію кампаній та битв проти японців. Як командувач армії, Крюгер проявив себе як відмінний керівник і організатор, який попри проблеми, пов'язані із величезними відстанями між районами дій військ, розділені колосальними просторами Тихого океану, негостинною місцевістю, несприятливим кліматом і невтомним і небезпечним ворогом, змагався, незмінно перемагаючи японські війська, іноді навіть поступаючись їм у силах та засобах.

## Біографія
Військова кар'єра
- 17 червня 1898 — рядовий
- 2 лютого 1901 — другий лейтенант
- 10 жовтня 1905 — перший лейтенант
- 17 червня 1916 — капітан
- 10 липня 1916 — підполковник Національної гвардії
- 5 серпня 1917 — майор
- 13 червня 1918 — підполковник (тимчасове звання)
- 6 травня 1919 — полковник
- 1 липня 1920 — майор
- 27 квітня 1921 — підполковник
- 1 серпня 1932 — полковник
- 1 травня 1936 — бригадний генерал
- 1 лютого 1939 — генерал-майор
- 16 травня 1941 — генерал-лейтенант
- 5 березня 1945 — генерал

### Дитинство
Вальтер Крюгер народився 26 січня 1881 року у Флатові, Західна Пруссія, тогочасна провінція Німецької імперії, сучасне місто Злотув у Великопольському воєводстві Польщі. Він був сином Юлія Крюгера, прусського землевласника, який служив офіцером у франко-прусській війні, та його дружини Анни, уродженої Гассе. Після смерті Юліуса Анна та троє її дітей емігрували до США, щоб оселитися поруч із дядьком у Сент-Луїсі, штат Міссурі. На той час Вальтеру було вісім років. У Сент-Луїсі Анна вийшла заміж за Еміля Карла Шмідта, лютеранського священника. Згодом сім'я оселилася в Медісоні, штат Індіана. Вальтер навчався в публічних школах Медісона і закінчив середню школу у Верхній семінарії Медісона. У підлітковому віці він хотів стати військово-морським офіцером, але коли мати заперечила, то вирішив замість цього стати ковалем. Після завершення школи, Крюгер записався в технічну гімназію Цинциннаті.

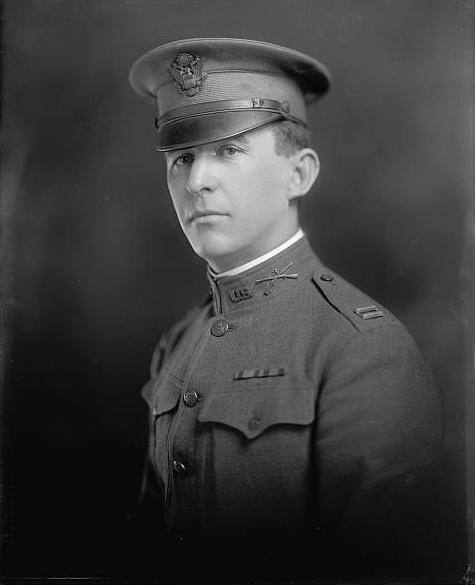
Капітан Вальтер Крюгер

### Початок військової кар'єри
17 червня 1898 року Вальтер Крюгер записався разом зі своїми однокласниками на військову службу до 2-го добровольчого Арканзаського піхотного полку та рядовим вирушив на іспано-американську війну. Він дістався до Сантьяго-де-Куба через кілька тижнів після битви на пагорбі за Сан-Хуан і вісім місяців прослужив у складі окупаційного контингенту американської армії на Кубі. Завдяки гарним лідерським якостям був підвищений у сержанти. В лютому 1899 року він повернувся додому в Огайо, плануючи стати інженером-будівельником.
Однак невдовзі після початку філіппінсько-американської війни багато його товаришів знову були призвані на військову службу і в червні 1899 року Крюгер повторно був зарахований рядовим до роти «М» 12-го піхотного полку. Незабаром він вирушив у складі 2-ї дивізії генерал-майора Артура Макартура 8-го армійського корпусу на боротьбу з повстанцями Еміліо Агінальдо. Брав участь у переслідуванні партизанських військ Агінальдо. Під час служби на Філіппінах Вальтера Крюгера підвищили у сержанти. 1 липня 1901 року йому присвоєне звання другого лейтенанта і відправлено до 30-го піхотного полку, що базувався на Маріндуку.
В грудні 1903 року Крюгер повернувся до США зі своїм полком, який розмістився у Форт Крук, штат Небраска.
У вересні 1904 року Вальтер Крюгер одружився з Грейс Ейлін Норвелл, з якою познайомився на Філіппінах. У них було троє дітей: Джеймс Норвелл (29 липня 1905 року народження); Вальтер-молодший (25 квітня 1910 року) та Дороті Джейн (24 січня 1913 року). Обидва сина стали офіцерами, а Дороті вийшла заміж за армійського офіцера Обрі Д. Сміта.
У 1904 році Крюгер поступив на навчання до Піхотно-кавалерійської школи у Форт Лівенворт, штат Канзас, і закінчив курс підготовки з відзнакою. 1907 році продовжив навчання у Командно-штабному коледжі, по завершенні якого продовжив командирську службу в 23-му піхотному полку у Форт Онтаріо, Нью-Йорк. У червні 1909 року він повернувся з другого службового відрядження на Філіппіни і став викладачем на кафедрі іноземних мов у Форт Лівенворт як інструктор з іспанської, французької та німецької мов, якими він міг вільно розмовляти. Він опублікував переклади декількох німецьких військових авторів, зокрема «Тактику» Вільяма Балка — ця книга привернула увагу багатьох читачів, у тому числі начальника штабу армії генерал-майора Леонарда Вуда.

### Перша світова війна
У серпні 1914 року з початком Першої світової війни Вальтеру Крюгеру запропонували посаду спостерігача при німецькій кайзерівській армії, але був змушений її відмовити через сімейні обставини. Натомість його направили до 10-го піхотного полку Національної гвардії Пенсильванії. 23 червня 1916 року полк був відмобілізований і протягом п'яти місяців Крюгер служив поблизу мексиканського кордону при проведенні американськими військами Мексиканської каральної експедиції на чолі з генерал-майором Джоном Першингом; втім підрозділи Національної гвардії не брали участі в боях з мексиканськими військами. У жовтні 1916 року полк відвели до пункту постійної дислокації, і Крюгер залишився в Національній гвардії, де він готував підрозділи, а також допоміг у заснуванні офіцерської школи при університеті Пенсильванії.
У квітні 1917 року США вступили у війну на боці Антанти. Крюгер отримав призначення на посаду заступника начальника штабу з операцій 84-ї піхотної дивізії у таборі Захарі Тейлора. Незабаром він став начальником штабу дивізії. У лютому 1918 року його перевели до Франції, де Вальтер Крюгер продовжив польове навчання у школі американських експедиційних сил. По завершенню курсу підготовки, усі американські офіцери, що прибули зі Штатів, повернулися назад, але Крюгеру запропонували посаду начальника оперативного відділу 26-ї піхотної дивізії. У цей час виникло напруження між союзниками — французи через німецьке походження вимагали відправити Крюгера додому — і тому довелося вирушити до США. Однак, незабаром офіцер повернувся до Франції, оскільки 84-та дивізія у вересні 1918 року прибула до Франції. У жовтні 1918 року Вальтер Крюгер став начальником штату танкового корпусу. В листопаді 1918 року, після підписання перемир'я з Німеччиною, він став помічником начальника штабу VI корпусу, та IV корпусу по окупаційному обов'язкам, перебуваючи на посаді полковника. 1919 році за відмінну службу у часи Першої світової війні він був нагороджений медаллю «За видатні заслуги» армії.

### Міжвоєнний час
Після завершення війни в Європі, 22 червня 1919 року Вальтер Крюгер повернувся до Сполучених Штатів і продовжив службу у Піхотній школі у Форт Беннінг, штат Джорджія. 1920 році він став командиром 55-го піхотного полку у Кемп Фанстон, Канзас. Згодом поступив до Воєнного коледжу армії у Карлайл-Барракс у містечку Карлайл, який успішно завершив у 1921 році, а по випуску залишився викладачем на кафедрі управління військами, де зокрема проводив заняття з «Мистецтва управління». У 1922 році офіцера відрядили за програмою історичного відділу Воєнного коледжу до Веймарської республіки, де протягом чотирьох місяців Крюгер вивчав у Військовому архіві Німеччини оперативні та бойові документі німецької імперської армії за часів Першої світової війни. Багато опрацьованого матеріалу лягло в його лекції, які він читав слухачам коледжу, і Крюгер стверджував, що значною мірою ефективність дій німецької армії у війні пояснюється її системою децентралізованого командування. Крюгер закликав американських командувачів надавати ширші повноваження та свободу дій польовим командирам у виконанні їхніх наказів.

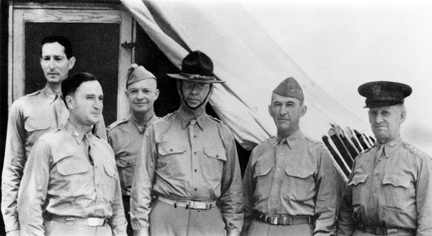
Керівництво Луїзіанськими маневрами (зліва направо): Марк Вейн Кларк, Гаррі Мелоні, Дуайт Ейзенхауер, Бен Лір, Вальтер Крюгер, Леслі Макнейр

З 1922 по 1925 рік Крюгер служив у відділі розробки воєнних планів Генерального штабу Військового департаменту у Вашингтоні. Крюгер працював над кольоровими воєнними планами США, зокрема над «Зеленим планом» війни, на випадок війни з Мексикою та «Синім планом» — план війни в разі чергової громадянської війни у Сполучених Штатах. у січні 1923 року він вирушив до зони Панамського каналу, де проводив перевірку стану боєготовності сил оборони. Після повернення він був призначений до Об'єднаного планувального комітету армії та військово-морських сил, органу Об'єднаного комітету армії та флоту, відповідального за координацію планів війни між двома видами збройних сил. Він працював над «Помаранчевим планом війни» — планом війни з Японією та «Планом війни Тан» у разі війни з Кубою. У 1925 та 1926 роках за власним бажанням він навчався у Воєнному коледжі ВМС в Ньюпорті, штат Род-Айленд.
У червні 1932 року Крюгер став командиром 6-го піхотного полку у Джефферсон-Барракс, штат Міссурі. У віці 51 року він готувався піти у відставку як полковник, але в 1934 році його призначили до відділу воєнного планування, а в травні 1936 року він став начальником відділу розробки воєнних планів. У вересні 1938 року Крюгер призначений на посаду командира 16-ї піхотної бригади. У лютому 1939 року він став командиром 2-ї піхотної дивізії у Форт Сем Х'юстоні, штат Техас.

### Друга світова війна

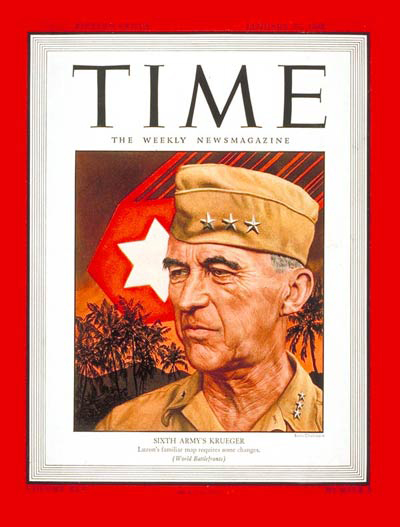
Портрет генерала Вальтера Крюгера на обкладинці журналу «Тайм» (29 січня 1945)

1 січня 1940 року Крюгер став командиром IX корпусу, який був створений для управління підрозділами 3-ї армії. 27 червня Крюгер став командиром VIII корпусу. 16 травня 1941 року його підвищили в генерал-лейтенанти та призначили командувати 3-ю армією. 16 липня 1941 року він також став командиром Південного командування оборони. Крюгер попросив — і отримав — полковника Дуайта Д. Ейзенхауера на посаду свого начальника штабу.
У серпні — вересні 1941 року армію США провела масштабні стратегічні навчання, так звані Луїзіанські маневри, в яких 3-тя армія Крюгера діяла проти 2-ї армії генерала-лейтенанта Бена Ліра. Маневри стали випробувальним полігоном для вивчення доктрини застосування сухопутних військ та оцінки озброєння й спорядження, і давали старшим командирам досвід маневрування їхніми формуваннями. У ході маневрів Крюгер зарекомендував себе як сучасніший генерал. Він відповідально відреагував на швидкі зміни у бойові обстановці, переорієнтувавши свій фронт з північного сходу на північний захід, і зміг завдати противнику серію чутних ударів.
У січні 1943 року Вальтер Крюгер був призначений командувачем 6-ї армії, яка тільки-но формувалася на Тихоокеанському театрі війни і її штаб базувався в Австралії. Він залишався в командуванні 6-ю армією — яка включала в різні часи I, X, XIV і XXIV корпуси — протягом усієї війни на Тихому океані. Під його керівництвом здійснювалися напади на японські позиції на острова Кірівіна та Вудларк (липень 1943 року) у ході операції «Кронікл»; кампанії на островах Нова Британія (грудень 1943-лютий 1944); на островах Адміралтейства (лютий-травень 1944); на Новій Гвінеї (липень-серпень 1944); Моротай (Нідерландська Ост-Індія, вересень-жовтень 1944 року); битви на Лейте і Міндоро (Філіппіни, жовтень-грудень 1944); та Лусоні (січень-лютий 1945).
У листопаді 1943 року за ініціативою Крюгера був створений найпотаємніший спеціальний підрозділ під назвою «Скаути Аламо». Названий по асоціації із Сан-Антоніо, Техас та Аламо, Крюгер передбачав, що скаути Аламо, що складалися з невеликих підрозділів висококваліфікованих добровольців, будуть діяти глибоко в тилу за лінією фронту з противником, щоб забезпечити збір інформації та тактичну розвідку для 6-ї армії перед початком висадки морського десанту на острови Тихого океану.
У березні 1945 року Крюгер отримав тимчасове чотиризіркове звання повного генерала. У вересні 1945 року після капітуляції Японії його 6-та армія взяла на себе окупаційну функцію в Японії. У січні 1946 року, після передачі завдань з окупації Японії 8-ій армії, 6-та армія була розформована й Крюгер виведений у запас з поверненням у ранг генерал-лейтенанта. Однак у липні 1946 року Вальтер Крюгер вийшов у відставку як повний генерал.

### Пізніше життя
Після виходу у відставку Крюгер оселився в Сан-Антоніо, штат Техас, де вперше придбав будинок. Будучи на пенсії, він написав мемуари: історію 6-ї армії у роки Другої світової війни, яка була опублікована в 1953 році.
Його відхід був затьмарений сімейними трагедіями. Його сина Джеймса було звільнено з армії у 1947 році за грубе порушення кодексу офіцера та джентльмена. У 1952 році його єдина донька Дороті смертельно поранила свого чоловіка, полковника Обрі Д. Сміта, мисливським ножом, поки він спав, під час його служби в окупованій Японії. Шістьма голосами проти трьох воєнний суд армії США визнав її винною у вбивстві першого ступеня та засудив доньку генерала «до утримання на каторжних роботах до кінця свого природного життя» (якби вирок був прийнятий одностайно тоді Дороті отримала б смертний вирок). Здоров'я дружини Грейс погіршилося, і вона померла 13 травня 1956 року.
20 серпня 1967 року генерал Вальтер Крюгер помер у Веллі-Фордж, в окрузі Честер, і був похований на Національному кладовищі Арлінгтона серед членів родини.

## Мемуари
- Krueger, Walter (1953). From Down Under to Nippon: The Story of the 6th Army In World War II. Lawrence: Zenger Pub. ISBN 0-89201-046-0.